# Colom picazuro
El colom picazuro (Patagioenas picazuro) és una espècie d'ocell de la família dels colúmbids (Columbidae) que habita boscos i terres de conreu a l'est d'Amèrica del Sud, a Bolívia, sud i est del Brasil, el Paraguai, Uruguai i nord i centre de l'Argentina.